# Чентола
Чентола (итал. Centola) — коммуна в Италии, располагается в регионе Кампания, в провинции Салерно. О приморской части коммуны см. Палинуро.
Население составляет 4825 человек, плотность населения составляет 103 чел./км². Занимает площадь 47 км². Почтовый индекс — 84051, 84050, 84064, 84070. Телефонный код — 0974.
Покровителем коммуны почитается святой мученик Аполлоний Афинский, празднование 18 апреля и 15 мая.